# St. Felix (Südtirol)

St. Felix, ca. 1957, SSO Ansicht

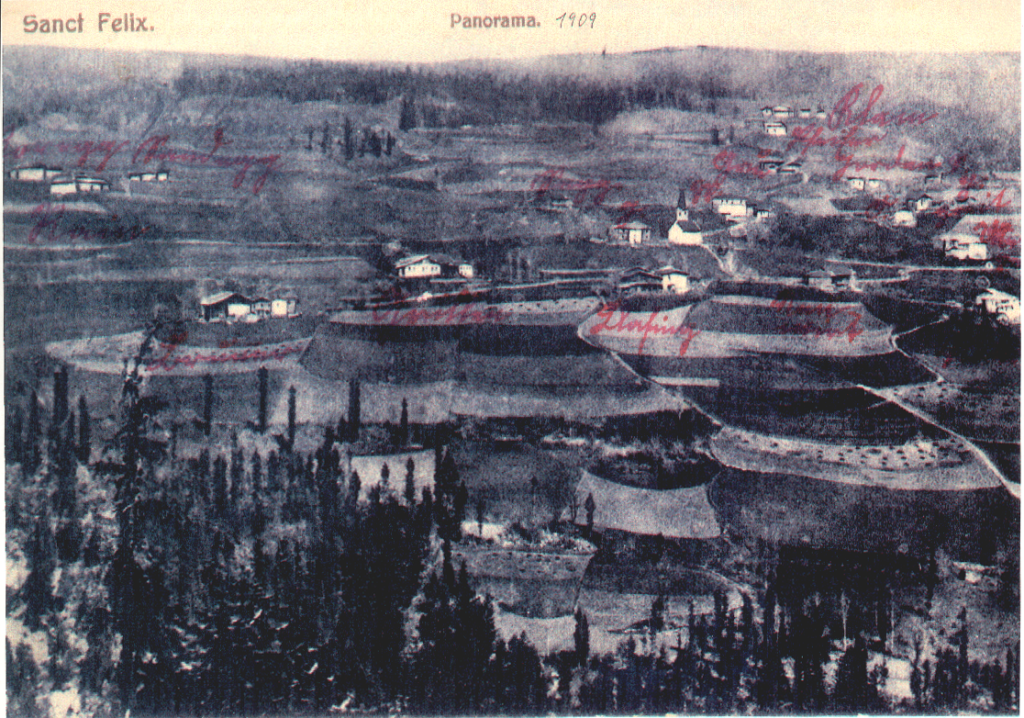
St. Felix, 1909, SSW Ansicht

St. Felix (italienisch San Felice) ist ein Dorf in Südtirol und zusammen mit Unsere Liebe Frau im Walde eine der zwei Fraktionen der Gemeinde Unsere Liebe Frau im Walde-St. Felix.
Der Ort liegt im oberen Nonstal auf einer Seehöhe von 1250 m s.l.m., wenig südlich des von der SS 238 erschlossenen Gampenpasses an der Grenze zum Trentino. Etwas östlich des Dorfs, das wegen seiner deutschsprachigen Bevölkerung zum Deutschnonsberg gezählt wird, liegt auf 1605 m s.l.m. der Felixer Weiher (italienisch Lago di Tret oder auch Lago di Santa Maria).

## Kurzer historischer Überblick
St. Felix hieß bis zum Anfang des 19. Jahrhunderts Caseid und dessen Bewohner Caseider (aus alpenromanisch „casa“ und Suffix „-etu“ = kleines Haus, kleine Siedlung) und wurde 1342 anlässlich eines Grenzstreits erstmals genannt. Der heutige Name bürgerte sich erst allmählich durch die Kirche zum Hl. Felix von Nola ein. Das Dorf wurde 1810 kurzzeitig dem von Napoleon neu gegründeten, bis 1814 bestehenden Königreich Italien zugeschlagen, ehe es wieder in die Habsburgermonarchie eingegliedert wurde. St. Felix wurde erst 1864 durch Abtrennung von Unsere Liebe Frau im Walde eine selbstständige Gemeinde.
St. Felix gehörte bis zum Ende des Ersten Weltkriegs zur Grafschaft Tirol und damit zu Österreich-Ungarn. Mit dem Vertrag von Saint-Germain kam das Dorf 1920 zusammen mit dem Großteil Tirols südlich des Alpenhauptkamms zu Italien. Als 1927 die beiden Provinzen Bozen und Trient entstanden, wurde St. Felix wie auch die anderen Dörfer des Deutschnonsbergs der mehrheitlich italienischsprachigen Provinz Trient zugeschlagen, wo es der Gemeinde Fondo zugeordnet wurde. Erst 1948 wurde St. Felix als nun wieder eigenständige Gemeinde in die Provinz Bozen bzw. Südtirol eingegliedert.
Von 1952 bis 1974 amtierten in der Gemeinde folgende Bürgermeister: Alois Geiser (1952–1956), Johann Weiss (1956–1957), Franz Geiser (1957–1964) und Johann Weiss (1964–1974). 1974 wurde St. Felix mit Unsere Liebe Frau im Walde zur gemeinsamen Gemeinde Unsere Liebe Frau im Walde-St. Felix zusammengeschlossen.
Gerichtlich gehörte St. Felix bis 1964 zum Bezirksgericht Fondo, 1970 kam es an das Bezirksgericht Meran.
Kirchlich gehörte St. Felix ursprünglich zur Pfarre Fondo und erhielt 1723 einen Kuraten. 1693 war den Caseidern die Begräbnisstätte St. Christoph (etwa zwei Kilometer von St. Felix entfernt) vom Propst des Klosters Muri-Gries abgetreten worden. Von 1723 bis 1824 wurde St. Felix immer durch italienische Kuraten betreut.

## Sehenswürdigkeiten

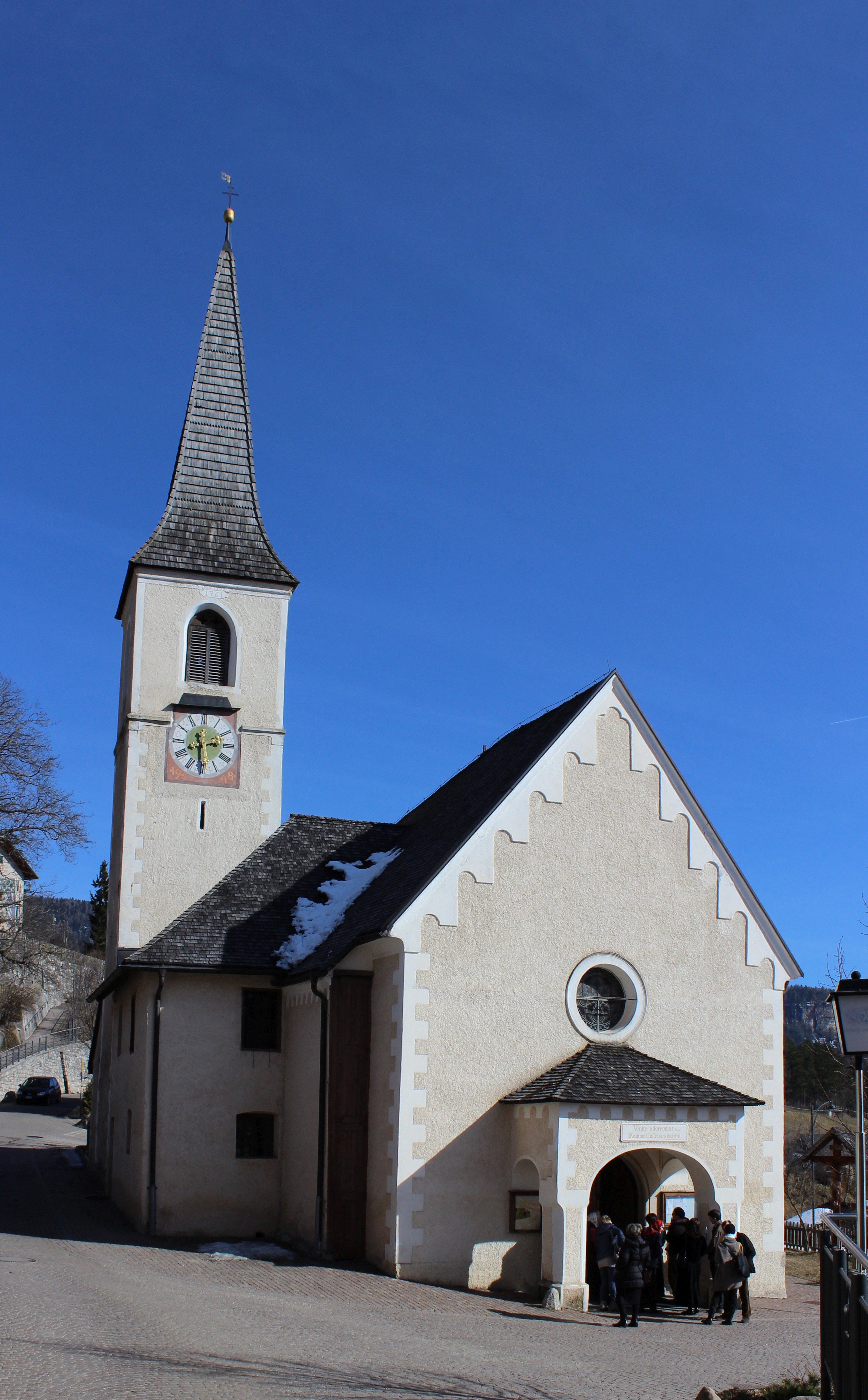
Pfarrkirche St. Felix

- Die Pfarrkirche zum Hl. Felix wurde 1742 errichtet, der Turm 1758 ergänzt und die Kirche 1902 erneuert. Patron ist der Hl. Felix von Nola. Das Patrozinium („Felixentag“, wie dieser Feiertag im Dorf genannt wird) wird am letzten Sonntag im August gefeiert. Die Kirche steht seit dem 5. Oktober 1981 unter Denkmalschutz.

- Die Kirche zu St. Christoph wurde um 1500 im spätgotischen Stil an Stelle einer 1476 als bereits bestehend bezeichneten älteren Kirche erbaut. Die Kirche steht seit dem 5. Oktober 1981 unter Denkmalschutz.

## Bildung
In St. Felix gibt es eine Grund- und Mittelschule mit deutscher Unterrichtssprache.